# Хенри Хъдсън
Хенри Хъдсън (също Хъдзън, на английски: Henry Hudson) е английски мореплавател и изследовател.

## Ранни години (около 1550/1570 – 1607)
Датата и мястото на раждането му са неизвестни, по някои източници е роден на 12 септември 1570 година в Лондон, Великобритания, а по други – около 1550, в семейството на Хенри Хърдсън Хъдсън II и съпругата му Барбара Алдърман. За ранния му живот нищо не се знае.

## Арктически плавания (1607 – 1611)

### Първо плаване (1 май – 15 септември 1607)
През 1607 г. английската търговска Московска компания наема капитан Хъдсън за търсене на северен път към Азия. По това време районът на Арктика е напълно неизследван и търговците предполагат, че плавайки на север, североизток или северозапад, ще намерят кратък път до Индия и Китай.
На 1 май корабът на Хъдсън (80 t, 12 души екипаж) вдига платна, отплава на северозапад и в началото на юни на 74º с.ш., на източното крайбрежие на Гренландия, открива Земя Хъдсън. На 20 юни, след като среща непреодолими ледове, от Гренландия продължава на североизток и на 13 юли на север от Шпицберген достига до 80º 23' с.ш., на 577 морски мили (1100 km) от Северния полюс. В края на юли открива остров Ян Майен (372 km2, 71°00′ с. ш. 8°20′ з. д. / 71° с. ш. 8.333333° з. д.), но не успява да определи координатите му и четири години по-късно островът е вторично открит от холандския капитан Ян Майен и кръстен на негово име. На 31 юли по-нататъшното плаване е прекратено и 15 септември експедицията се завръща в Англия.
Освен големите географски постижения, неговото плаване има и важно практическо значение. Хъдсън потвърждава сведенията за богати възможности за китолов и лов на други морски животни в изследваните от него части на Северния ледовит океан, която сега се нарича Гренландско море, и английските и холандските китоловци веднага се възползват от неговите указания. Търговците от Московската компания обаче са недоволни от неговите постижения – техните надежди не се сбъдват и за тази цел на следващата година организират още едно плаване.

### Второ плаване (22 април – 26 август 1608)
През лятото на 1608 г. Хъдсън прави втори опит да намери северен търговски път за Източна Азия, като този път се движи в североизточна посока и с екипаж от 14 души. На 26 юни достига до югозападния бряг на Нова Земя, но отново се натъква на непроходими ледове и е принуден да се върне.

### Трето плаване (25 март – септември 1609)
След провала на първите две плавания Хъдсън желае да продължи търсенията си и постъпва на работа в неотдавна организираната Холандска източноиндийска компания (1602 г.), която също като английската е заинтересована от намирането на пряк път до Източна Азия.
Хъдсън отново поема на изток и през май в Баренцово море достига до 72º с.ш., но поради недоволството на екипажа и тежките ледове обръща кораба обратно и поема на югозапад. Пресича Атлантическия океан и достига до остров Нюфаундленд. Четири месеца Хъдсън изследва източния бряг на Северна Америка от 44º до 36º с.ш., като на 11 септември открива остров Манхатън и (вторично) река Хъдсън и плава на 200 km нагоре по нея до мястото, където сега е град Олбани. Изследва и описва брега на съвременния щат Мейн и п-ов Кейп Код. Независимо от това, че тези брегове за първи път са открити от италианеца Джовани Верацано през 1524 г., Хъдсън става първият европеец, който ги описва писмено.
След завръщането си от плаването през ноември 1609 г., Хъдсън отива в Англия и там веднага е арестуван за плаване под чужди флагове, съгласно Актовете за навигация (англ.: Navigation Acts) и редица английски закони, установени за защита на търговските пътища от холандците, но скоро бива оправдан.

### Четвърто последно плаване (1610 – 1611)
През 1610 г. на кораба „Дискавъри“ (55 t, 23 души екипаж) Хъдсън предприема четвърта поредна експедиция, този път под английски флаг и спонсорирана от Вирджинската и Британската Източноиндийска компании.
На 17 април отплава на север, на 11 май достига до Исландия, на 4 юни – Гренландия, заобикаля я от юг и взема курс на запад. На 5 юли открива Хъдсъновия проток, на 11 юли – залива Унгава, а след това и цялото северно крайбрежие на п-ов Лабрадор. На 2 август Хъдсън открива остров Солсбъри (63°30′ с. ш. 77°05′ з. д. / 63.5° с. ш. 77.083333° з. д.), о-вите Дигс (3 август, 62°30′ с. ш. 78°00′ з. д. / 62.5° с. ш. 78° з. д.), нос Уулстенхол (на 3 август, 62°30′ с. ш. 77°30′ з. д. / 62.5° с. ш. 77.5° з. д., северозападната точка на п-ов Лабрадор), източния бряг на Хъдсъновия залив, остров Мансел (62º с.ш.), о-вите Отава (59º 30` с.ш.), о-вите Ту Бротерс (58º 50` с.ш.), о-вите Слипер (57º 30` с.ш.), о-вите Кинг Джордж (57º 20` с.ш.), о-вите Белчер (56º 20` с.ш.) и залива Джеймс (в най-южната част на Хъдсъновия залив).
Зимата заварва Хъдсън и неговите спътници в залива Джеймс и те са принудени да зимуват на обхванатия от ледовете кораб. Зимуването минава благополучно – с отоплението нямат проблеми, ловът на птици и риба попълва месните запаси.
През пролетта на 1611 Хъдсън възобновява изследванията си, но на 22 юни екипажът се разбунтува, искайки връщане у дома. През есента на 1611 г. „Дискавъри“ се връща в Англия само с 8 души екипаж начело с единствения оцелял офицер – щурмана Робърт Байлот. Хъдсън, заедно със сина му, който е тийнейджър, и седем от лоялните към командира моряци, е изоставен в една лодка без вода и храна. Съдбата на мореплавателя и спътниците му от лодката остават неизвестни и до днес.

## Памет
На името на Хенри Хъдсън са кръстени десетки географски обекти, главно в САЩ и Канада, като по-известните от тях са:
- вулкан Хъдсън (45°54′ ю. ш. 72°58′ з. д. / 45.9° ю. ш. 72.966667° з. д.) в Чили;
- град Хъдсън (46°27′ с. ш. 74°09′ з. д. / 46.45° с. ш. 74.15° з. д.) в провинция Квебек, Канада;
- град Хъдсън, в щатите Айова, Илинойс, Индиана, Канзас, Колорадо, Масачузетс, Мейн, Мичиган, Ню Йорк, Ню Хемпшир, Охайо, Северна Каролина, Тексас, Уайоминг, Уисконсин и Южна Дакота, САЩ;
- залив Хъдсън (60° с. ш. 86° з. д. / 60° с. ш. 86° з. д.) в Северна Канада;
- мост Хенри Хъдсън в Ню Йорк;
- окръг Хъдсън в щата Ню Джърси;
- остров Хъдсън (18°03′ ю. ш. 146°12′ и. д. / 18.05° ю. ш. 146.2° и. д.) в Големия бариерен риф;
- подводен каньон Хъдсън в Атлантическия океан;
- п-ов Земя Хъдсън (73°46′ с. ш. 22°26′ з. д. / 73.766667° с. ш. 22.433333° з. д.) на източния бряг на Гренландия;
- проток Хъдсън (62°30′ с. ш. 71°58′ з. д. / 62.5° с. ш. 71.966667° з. д.) в Северна Канада между остров Бафинова земя на север и п-ов Лабрадор на юг;
- река Хъдсън (устие, 40°36′ с. ш. 74°03′ з. д. / 40.6° с. ш. 74.05° з. д.) в източната част на САЩ, вливаща се в Атлантическия океан при Ню Йорк.

Освен това неговото име носят множество компании, марка автомобили, училища, институти, магазини и други в САЩ и Канада.